# Torino Film Festival 2023
La 41ª edizione del Torino Film Festival (41TFF) si è tenuto a Torino dal 24 novembre al 2 dicembre 2023, diretto per la sesta volta da Steve Della Casa.
L'immagine simbolo del Festival è stata affidata all'artista Ugo Nespolo che ritrae uno dei più celebri fotogrammi di Sentieri selvaggi di John Ford nel quale John Wayne tiene tra le braccia Natalie Wood e con una citazione di Jean-Luc Godard: «Come posso io odiare John Wayne e poi amarlo teneramente quando prende improvvisamente in braccio Natalie Wood negli ultimi minuti di Sentieri Selvaggi?»
Allo stesso John Wayne sarà dedicata una retrospettiva con la proiezione di sette film da lui interpretati.
Il 9 novembre si è tenuta la conferenza stampa di presentazione presso il Cinema Quattro Fontane di Roma.
La cerimonia di inaugurazione si è tenuta il 24 novembre presso la Reggia di Venaria Reale, trasmessa in diretta su Rai Radio 3 nell'ambito del programma Hollywood Party, madrina la regista Catrinel Marlon; ospite d'onore il regista Pupi Avati, presenti gli attori Micaela Ramazzotti, Neri Marcorè e Lodo Guenzi.
Il 41º Torino Film Festival, in occasione del 90º anniversario della nascita, ha dedicato una retrospettiva al regista Sergio Citti, consulente, collaboratore e amico di Pier Paolo Pasolini, in collaborazione con il Centro Sperimentale di Cinematografia - Cineteca Nazionale. È stata la rassegna dedicata a Citti più completa che sia mai stata presentata al pubblico.
La cerimonia di premiazione si è tenuta sabato 2 dicembre presso l'auditorium della Cavallerizza Reale di Torino.
Le proiezioni si sono tenute: alla Multisala Cinema Massimo, alla Multisala Greenwich Village, al Cinema Romano, al Cinema Centrale Arthouse, alle Gallerie d'Italia - Torino, al Laboratorio Multimediale Guido Quazza, al Teatro Astra, al Grattacielo Intesa Sanpaolo.

## Sezioni
Di seguito sono elencate le sezioni con le relative pellicole presenti al festival.

### Concorso lungometraggi
- Arturo a los 30, regia di Martín Shanly (Argentina)
- Birth, regia di Jiyoung Yoo (Corea del Sud)
- Camping du lac, regia di Eléonore Saintagnan (Belgio, Francia)
- Grace, regia di Ilya Povolotsky (Russia)
- Kalak, regia di Isabella Eklöf (Svezia, Danimarca)
- Linda e il pollo (Linda veut du poulet!), regia di Chiara Malta e Sébastien Laudenbach (Francia, Italia)
- Mandoob, regia di Ali Kalthami (Arabia Saudita)
- Non riattaccare, regia di Manfredi Lucibello (Italia)
- La Palisiada, regia di Philip Sotnychenko (Ucraina)
- Le Ravissement - Rapita (Le Ravissement), regia di Iris Kaltenbäck (Francia)
- Soleils Atikamekw, regia di Chloé Leriche (Canada)
- White Plastic Sky, regia di Tibor Bánóczki e Sarolta Szabó (Ungheria, Slovacchia)

### Concorso documentari internazionali
- Cielo abierto, regia di Felipe Esparza Pérez (Perù)
- Clorindo Testa, regia di Mariano Llinás (Argentina)
- Diamond Marine World, regia di Hsiu Yi Huang (Taiwan)
- Notre corps, regia di Claire Simon (Francia)
- Pelikan Blue, regia di László Csáki (Ungheria)
- Retratos fantasmas, regia di Kleber Mendonça Filho (Brasile)
- Silence of Reason, regia di Kumjana Novakova (Bosnia)
- Smiling Georgia, regia di Luka Beradze (Georgia)

### Concorso documentari italiani
- Anulloje Ligjin, regia di Fabrizio Bellomo (Italia)
- Le belle estati, regia di Mauro Santini (Italia)
- Getting Older Is Wonderful, regia di Fabrizio Polpettini (Francia, Italia)
- Giganti rosse, regia di Riccardo Giacconi (Italia)
- Lux santa, regia di Matteo Russo (Italia)
- La meccanica delle rose, regia di Alessandra Celesia (Francia, Germania)
- Oltre la valle, regia di Virginia Bellizzi (Italia)
- A stranger quest, regia di Andrea Gatopoulos (Italia, Stati Uniti, Canada)
- Tempo d'attesa, regia di Claudia Brignone (Italia)
- Terra nova, regia di Lorenzo Pallotta (Italia)

### Spazio Italia
- Amateur couple, regia di Luca Mastrogiovanni e Ciro Zecca (Italia)
- Brum brum, regia di Donatello Fumarola e Laura Cingolani (Italia)
- Due battiti, regia di Marino Guarnieri (Italia)
- Even tide, regia di Francesco Clerici (Svizzera, Italia)
- Frarìa, regia di Alberto Diana (Italia)
- Il corpo del mondo, regia di Simone Massi (Italia)
- Impressio in urbe - Siracusa, regia di Giuseppe Spina e Giulia Mazzone (Italia)
- Kore, regia di Fabiana Russo (Italia)
- L'ultimo asino, regia di Angelo Urbano (Italia)
- Le fenne, regia di Giulia Di Maggio (Italia)
- Miss Polly Had a Dolly, regia di Pietro Lafiandra, Flavio Pizzorno e Andrea Rossini (Italia)
- Niente, regia di Eugenia Costantini (Italia)
- Orchard, regia di, Federico Barni (Regno Unito, Italia)
- Osas e le donne di Benny City, regia di Gabriele Gravagna (Italia)
- Rosso, regia di Lorenzo Puntoni (Italia)
- Sono apparso alla Madonna, regia di Fabio Morgan (Italia)
- Turisti, regia di Adriano Giotti (Italia)
- Un respiro parziale ma intero, regia di Lorenzo Spinelli (Italia)
- You land, regia di Debora Maité (Italia)

### Spazio Italia - Fuori concorso
- Coupon - Il film della felicità, regia di Agostino Ferrente (Italia)
- Domina, regia di Devid D’Amico (Italia)
- Gatto nella casa dei fantasmi, regia di Elisabetta Sgarbi (Italia)
- Tuulikki, regia di Teemu Nikki (Finlandia)

### Fuori concorso
- Un anno difficile (Une année difficile), regia di Olivier Nakache e Éric Toledano (Francia)
- Cerrar los ojos, regia di Víctor Erice (Spagna, Argentina)
- Christine - La macchina infernale (Christine), regia di John Carpenter (Stati Uniti d'America, 1983)
- Dance First, regia di James Marsh (Stati Uniti d'America)
- Los delincuentes, regia di Rodrigo Moreno (Argentina, Brasile, Lussemburgo, Cile)
- I delitti del BarLume – serie TV, episodio Il pozzo dei desideri, regia di Roan Johnson e Milena Cocozza (Italia)
- Déserts, regia di Faouzi Bensaïdi (Germania, Belgio, Francia, Marocco)
- Do Not Expect Too Much from the End of the World (Nu aștepta prea mult de la sfîrșitul lumii), regia di Radu Jude (Romania, Lussemburgo, Francia, Croazia)
- Earth Mama, regia di Savanah Leaf (Regno Unito, Stati Uniti)
- Essential Truths of the Lake, regia di Lav Diaz (Filippine, Portogallo, Singapore, Taiwan, Svizzera, Regno Unito)
- Ex-Husbands, regia di Noah Pritzker (Stati Uniti d'America)
- Folle d'amore - Alda Merini, regia di Roberto Faenza (Italia)
- The Holdovers - Lezioni di vita (The Holdovers), regia di Alexander Payne (Stati Uniti d'America)
- L'île, regia di Damien Manivel (Francia)
- Indagine su una storia d'amore, regia di Gianluca Maria Tavarelli (Italia)
- Jeune Cinéma, regia di Yves-Marie Mahé (Francia) – documentario
- Kubi, regia di Takeshi Kitano (Giappone)
- Marianne, regia di Michael Rozek (Regno Unito)
- Mimi de Douarnenez, regia di Sébastien Betbeder (Francia) – cortometraggio
- Un pincement au coeur, regia di Guillaume Brac (Francia) – cortometraggio
- Omaggio a Mimmo Jodice, regia di Mario Martone (Italia)
- Paolo Conte alla Scala - Il Maestro è nell'anima, regia di Giorgio Testi (Italia)
- La práctica, regia di Martín Rejtman (Argentina, Cile, Portogallo)
- Il punto di rugiada, regia di Marco Risi (Italia)
- El realismo socialista, regia di Raúl Ruiz e Valeria Sarmiento (Cile)
- Ricardo et la Peinture, regia di Barbet Schroeder (Francia, Stati Uniti) – documentario
- Il mio amico robot (Robot Dreams), regia di Pablo Berger (Spagna, Francia)
- Il cielo brucia (Roter Himmel), regia di Christian Petzold (Germania)
- Sedici millimetri alla rivoluzione, regia di Giovanni Piperno (Italia) – documentario
- Solo, regia di Sophie Dupuis (Canada)
- Travolti da un'insolita censura - Tutto ciò che al cinema non si può più vedere, regia di Luca Beatrice e Luigi Mascheroni (Italia) – documentario
- Meraviglie del Museo Egizio, regia di Michele Mally (Italia) – documentario
- Vangelo secondo Maria, regia di Paolo Zucca (Italia)
- Yannick - La rivincita dello spettatore (Yannick), regia di Quentin Dupieux (Francia)
- You Hurt My Feelings, regia di Nicole Holofcener (Stati Uniti d'America)

### Fuori concorso - Carta bianca a Oliver Stone
- Nuclear Now, regia di Oliver Stone (Stati Uniti d'America, 2022) – documentario

### Fuori concorso - La prima volta
- Amen, regia di Andrea Baroni (Italia)
- Castelrotto, regia di Damiano Giacomelli (Italia)
- Girasoli, regia di Catrinel Marlon (Italia)
- Holy Shoes, regia di Luigi Di Capua (Italia)
- Mama Mercy, regia di Alessandra Cutolo (Italia)
- Roma Blues, regia di Gianluca Manzetti (Italia)

### Fuori concorso - Ritratti e paesaggi
- I 400 giorni - Funamboli e maestri, regia di Emanuele Napolitano e Emanuele Sana (Italia) – documentario
- A guardia di una fede, regia di Andrea Zambelli (Italia) – documentario
- Adesso vinco io, regia di Herbert Simone Paragnani e Paolo Geremei (Italia) – documentario
- Berchidda Live, regia di Michele Mellara, Alessandro Rossi, Gianfranco Cabiddu (Italia) – documentario
- La donna che riapriva i teatri, regia di Francesco Ranieri Martinotti (Italia) – documentario
- Era scritto sul mare, regia di Giuliana Gamba (Italia) – documentario
- Gianni Versace, l'imperatore dei sogni, regia di Mimmo Calopresti (Italia) – documentario
- Io sono un po' matto e tu?, regia di Dario D'Ambrosi (Italia) – documentario
- Luci dell'avanspettacolo, regia di Francesco Frangipane (Italia) – documentario
- Regine di quadri, regia di Anna Testa (Italia) – documentario

### Fuori concorso - Torinofilmlab
- Los colonos, regia di Felipe Gálvez Haberle (Argentina, Cile, Regno Unito, Taiwan, Germania)
- Luka, regia di Jessica Woodworth (Belgio, Italia, Olanda, Bulgaria, Armenia)
- Family Time (Mumola), regia di Tia Kouvo (Finlandia, Svezia)
- Puan, regia di María Alché e Benjamín Naishtat (Argentina, Italia, Germania, Francia, Brasile)
- The Quiet Migration, regia di Malene Choi (Danimarca)
- Day of the Tiger (Tigru), regia di Andrei Tanase (Romania, Francia, Grecia)

### Fuori concorso - Il gioco della finzione. Nuovi sguardi argentini
- Cambio cambio, regia di Lautaro García Candela (Argentina, 2022)
- Clara se pierde en el bosque, regia di Camila Fabbri (Argentina, 2023)
- Clementina, regia di Agustín Mendilaharzu e Constanza Feldman (Argentina, 2022)
- Mamá, mamá, mamá, regia di Sol Berruezo Pichon-Riviére (Argentina, 2020)
- Qué será del verano, regia di Ignacio Ceroi (Argentina, 2021)

### Crazies - Concorso
- Augure - Ritorno alle origini (Omen), regia di Baloji (Belgio, Congo, Paesi Bassi, Germania, Sudafrica)
- Birth/Rebirth, regia di Laura Moss (Stati Uniti d'America)
- The Complex Forms, regia di Fabio D'Orta (Italia)
- La emita, regia di Carlota Pereda (Spagna)
- La morsure, regia di Romain de Saint-Blanquat (Francia)
- The Sin, regia di Dong-seok Han (Corea del Sud)
- Vincent deve morire (Vincent doit mourir), regia di Stéphan Castang (Francia, Belgio)
- Visitors - Complete Edition, regia di Kenichi Ugana (Giappone)

### Crazies - Fuori concorso
- Marinaleda, regia di Louis Seguin (Francia)
- Michel Vay, regia di Patricia Gélise e Nicolas Deschuyteneer (Belgio)
- Le Règne animal, regia di Thomas Cailley (Francia)

### Nuovi mondi
- An Asian Ghost Story, regia di Bo Wang (Paesi Bassi, Cina)
- Renaissance, regia di Nader Ayache (Francia)
- Failed State, regia di Christopher Bell e Mitch Blummer (Stati Uniti d'America)
- Here, regia di Bas Devos (Belgio)
- India, regia di Telmo Churro (Portogallo)
- Inside the Yellow Cocoon Shell, regia di Thien An Pham (Vietnam, Francia, Singapore, Spagna)
- Natura, regia di Matti Harju (Finlandia)
- Retake, regia di Nakano Kôta (Giappone)
- Sofia foi, regia di Pedro Geraldo (Brasile)

### Back to Life
- Birmania + Afghanistan, di Ettore Angioletti Sardi (Italia) – centenario del formato 16 millimetri
- Dopo mezzanotte, regia di Davide Ferrario (Italia, 2004)
- L'Amour fou, regia di Jacques Rivette (Francia, 1969)
- Romance at Lung Shan Temple (Long Shan Si Zhi Lian), regia di Pai Ko (Taiwan, 1962)
- Massimino, regia di Pierfrancesco Li Donni (Italia, 2017) – cortometraggio
- Now I Know Snow, regia di Marco di Castri e Gianfranco Barberi (Italia, 1986) – documentario
- Roma nuda, regia di Giuseppe Ferrara (Italia, 2012) – ritirato dal Festival dal produttore del film il 25 novembre 2023[14]
- L'intendente Sansho (Sanshō dayū), regia di Kenji Mizoguchi (Giappone, 1954)
- Two Nudes Bathing, regia di John Boorman (Regno Unito, 1995) – cortometraggio
- Uomini si nasce poliziotti si muore, regia di Ruggero Deodato (Italia, 1976)
- Vorrei che volo, regia di Ettore Scola (Italia, 1982) – documentario

### Mezzogiorno di fuoco - John Wayne
- Il grande sentiero (The Big Trail), regia di Raoul Walsh (Stati Uniti d'America, 1930)
- Il fiume rosso (Red River), regia di Howard Hawks (Stati Uniti d'America, 1948)
- I cavalieri del Nord Ovest (She Wore a Yellow Ribbon), regia di John Ford (Stati Uniti d'America, 1949)
- Hondo, regia di John Farrow (Stati Uniti d'America, 1953)
- Pugni, pupe e pepite (North to Alaska), regia di Henry Hathaway (Stati Uniti d'America, 1960)
- I tre della Croce del Sud (Donovan's Reef), regia di John Ford (Stati Uniti d'America, 1963)
- Il pistolero (The Shootist), regia di Don Siegel (Stati Uniti d'America, 1976)

### Retrospettiva - Sergio Citti
- Ostia, regia di Sergio Citti (Italia, 1970)
- Storie scellerate, regia di Sergio Citti (Italia, 1973)
- Pier Paolo Pasolini. 14.11.1975, di Sergio Citti (Italia, 1975) – documentario
- Casotto, regia di Sergio Citti (Italia, 1977)
- Due pezzi di pane, regia di Sergio Citti (Italia, Francia, 1979)
- Il minestrone, regia di Sergio Citti (Italia, 1981)
- Sogni e bisogni, regia di Sergio Citti - serie TV, 11 episodi (Italia, 1985)
- La partita, episodio di Quaderni di città, regia di Sergio Citti (Italia, 1987)
- Il semaforo, regia di Sergio Citti (Italia, 1987) – cortometraggio
- Maternità, regia di Sergio Citti (Italia, 1987) – cortometraggio
- Comunicazione, regia di Sergio Citti (Italia, 1987) – cortometraggio
- Mortacci, regia di Sergio Citti (Italia, 1989)
- I magi randagi, regia di Sergio Citti (Italia, Francia, Germania, 1996)
- Anche i cani ci guardano, episodio di Esercizi di stile, regia di Sergio Citti (Italia, 1996)
- Sergio Citti, episodio di Ritratti d'autore, regia di Alessandro D'Alatri (Italia, 1996)
- Cartoni animati, regia di Sergio Citti (Italia, 1998)
- Vipera, regia di Sergio Citti (Italia, 2001)
- Fratella e sorello, regia di Sergio Citti (Italia, 2005)

## Giurie

### Concorso lungometraggi internazionali
- Lyda Patitucci, regista (Italia)
- Clément Rauger, curatore e critico cinematografico (Francia)
- Martin Rejtman, regista (Argentina)
- Angel Sala, critico cinematografico, direttore di Sitges - Festival internazionale del cinema fantastico della Catalogna (Spagna)
- Elisabetta Sgarbi, editrice, regista (Italia)

### Concorso documentari internazionali
- Tizza Covi, regista, sceneggiatrice, produttrice (Italia)
- Carlo Hintermann, regista e produttore (Svizzera/Italia)
- Jessica Woodworth, regista, sceneggiatrice, produttrice (Belgio/Stati Uniti)

### Concorso documentari italiani
- Valentina Bertani, regista e sceneggiatrice (Italia)
- Fabio Bobbio, regista, montatore (Italia)
- Costanza Quatriglio, regista e direttrice artistica della sede di Palermo del Centro sperimentale di cinematografia (Italia)

### Spazio Italia - Concorso cortometraggi italiani
- Francesca Levi, curatrice di Hollywood Party su Rai Radio 3 (Italia)
- Rocco Moccagatta, critico e studioso di cinema, televisione e nuovi media (Italia)
- Alessandro Scippa, sceneggiatore e regista (Italia)

### Crazies
- Alessandro Boschi, giornalista (Italia)
- Anaïs Emery, direttrice generale e artistica del Geneva International Film Festival (Svizzera)
- Maurizio Tedesco, produttore (Italia)

### FIPRESCI
- Roberto Baldassarre (Italia)
- Joanna Orzechowska-Bonis (Francia)
- Harri Römpötti (Finlandia)

## Premi

### Premi ufficiali

#### Concorso lungometraggi internazionali
- Miglior film: La Palisiada, regia di Philip Sotnychenko
- Premio Speciale della Giuria: Le Ravissement - Rapita, regia di Iris Kaltenbäck
- Miglior attore: Martín Shanly in Arturo a los 30
- Miglior attrice: Hafsia Herzi in Le Ravissement - Rapita
- Miglior sceneggiatura: Chiara Malta e Sébastien Laudenbach per Linda e il pollo
- Menzione speciale: Barbara Ronchi per Non riattaccare

#### Concorso documentari internazionali
- Miglior film (IWonderFull): Notre corps, regia di Claire Simon
- Premio Speciale della Giuria: Clorindo Testa, regia di Mariano Llinás
- Menzione a: Silence of Reason, regia di Kumjana Novakova

#### Concorso documentari italiani
- Miglior film: Giganti rosse, regia di Riccardo Giacconi
- Premio Speciale della Giuria: Tempo di attesa, regia di Claudia Brignone

#### Spazio Italia - Concorso cortometraggi italiani
- Miglior cortometraggio: Un respiro parziale ma intero, regia di Lorenzo Spinelli
- Premio speciale della giuria: Le fenne, regia di Giulia Di Maggio - Even tide, regia di Francesco Clerici
- Menzione speciale: Osas e le donne di Benny City, regia di Gabriele Gravagna

#### Crazies - Concorso
- Miglior film: Augure - Ritorno alle origini (Omen), regia di Baloji
- Menzione speciale: Visitors - Complete Edition, regia di Kenichi Ugana - The Complex Forms, regia di Fabio D'Orta

#### Premio FIPRESCI
- Birth, regia di Jiyoung Yoo

### Premi collaterali

#### Premio Rai Cinema Channel
- Miglior film Concorso Cortometraggi Italiani: Osas e le donne di Benny City, regia di Gabriele Gravagna

#### Premio Achille Valdata
- Miglior film Concorso Lungometraggi: Mandoob, regia di Ali Kalthami

#### Premio Scuola Holden
- Premio per la miglior sceneggiatura: Le Ravissement - Rapita, regia di Iris Kaltenbäck
- Menzione speciale: Camping du lac, regia di Éléonore Saintagnan

#### Premio Occhiali di Gandhi
- Miglior film: Silence of Reason, regia di Kumjana Novakova
- Menzione speciale: Sconosciuti puri, regia di Valentina Cicogna e Mattia Colombo

#### Premio Interfedi
- Premio per il rispetto delle minoranze e per la laicità: Amen, regia di Andrea Baroni

#### Premio Piemonte Factory
- ex aequo a: Sul Bric Mindino non c'è nessun pino, regia di Lorenzo Bussone
- ex aequo a: Xin, regia di Lorenzo Radin e Samuele Zucchet
- menzione a: Litania, regia di Francesco Pellegrino

### Premi speciali
- Premio Speciale Fondazione CRT: Laura Morante[15]
- Premio Stella della Mole: Oliver Stone[16]